# Rovastinsaari (ö i Norra Österbotten)
Rovastinsaari är en ö i Finland. Den ligger i sjön Muhoslampi och i kommunen Muhos i den ekonomiska regionen  Uleåborgs ekonomiska region  och landskapet Norra Österbotten, i den centrala delen av landet, 500 km norr om huvudstaden Helsingfors. Öns area är 9,8 hektar och dess största längd är 0,7 kilometer i sydöst-nordvästlig riktning.